# Zygostates
Zygostates é um género botânico pertencente à família das orquídeas (Orchidaceae). O gênero Zygostates foi proposto por John Lindley em Edwards's Botanical Register 23: ad 1927, em 1837, ao descrever duas espécies, Zygostates lunata e Zygostates cornuta. O nome do gênero refere-se à base da coluna que parece possuir escamas.

## Distribuição
O gênero agrupa dezoito pequenas espécies epífitas distribuídas por toda a América do Sul, mas com grande concentração no Brasil, onde ocorrem praticamente todas as espécies, próprias de matas ricas de umidade atmosférica, das encostas e baixadas litorâneas.

## Descrição
O antigo gênero Dipteranthus foi transformado em subgênero subordinado, a Zygostates. As principais diferença entre os dois citados gêneros é e rostro, ou prolongamento em bico, da antera, presentes em um e ausentes no outro. Em ambos, como em diversos outros gêneros do clado de Ornithocephalus, as flores apresentam dois estaminóides lineares alongados aos lados da base da coluna.
O grupo formado pelos antigos Dipteranthus, tanto pelo porte vegetativo, com folhas equitantes em leque, transversalmente chatas, e sem pseudobulbos, como pela estrutura das flores, constitui-se de espécies extremamente parecidas com Ornithocephalus, de coluna com rostelo, e antera com conetivo comprido.
O outro grupo, as originais Zygostates, possui folhas aplanadas sobre pseudobulbos pequenos mas desenvolvidos e bem evidentes, lembrando mais Notylia, Macradenia e Warmingia com folhas planas em sentido horizontal ou comum. A estrutura do labelo dessas flores é bastante complicada, sempre de labelo inteiro. A coluna apresenta rostelo curto ou nulo.